# 系统神经科学
系统神经科学是神经科学和系统生物学的一个分支学科，主要研究神经回路和神经系统的结构和功能。 系统神经科学的研究关注神经细胞在连接在一起组成神经通路、神经回路和大规模脑网络时的行为，并在这个层面上研究不同的神经回路如何分析感觉信息，形成对外部世界的感知，然后做出决定并最终执行运动。系统神经科学的研究人员通过学习分子和细胞之间的关系来了解大脑结构和功能，以及对高级心理功能如语言、记忆和自我意识（这些是行为和认知神经科学的范畴）进行研究。系统神经科学家用于研究神经元网络的技术包括电生理学的单电极记录和多电极记录、功能磁共振成像（fMRI）和PET扫描。